# 二輪の悪魔
二輪の悪魔（にりんのあくま、原題:The Hostaged Island ）は死刑執行人シリーズのスピンオフ作品『エイブル・チーム』の第2作目。
暴走族に占拠された平和な島を救うためカール・ライアンズらエイブルチームが活躍する。

## 作者
ドン・ペンドルトンとディック・スタイヴァーズによる共著。

## ストーリー
平和な島を突如暴走族が襲い住民たちを人質に取る。暴走族によるレイプ事件が多発する中、合衆国政府は現地にエイブル・チームを派遣する。ライアンズたちは事態を打開するためこの暴走族の皆殺し作戦を展開するが、次第に意外な黒幕の存在があきらかになっていく。

## 登場人物
カール・ライアンズ
元ロス市警の刑事。FBIの捜査官を経てマック・ボラン率いるストーニー・マンに参加する。
ポル・ブランカナーレ
本名:ロザリオ・ブランカナーレ。ポルはポリティシャン（政治屋）の略。交渉戦術のプロ。
ガシェッツ・シュワルツ
機械・電子工学のプロ。抹殺部隊の生き残り。
マック・ボラン
別名：ジョン・フェニックス大佐。この作品では端役。
ストーニー・マン
エイブルチーム、フェニックス・フォースその他のメンバーの総称。
テロ対策のためマック・ボランの指揮下に置かれる。